# Linné (Mondkrater)

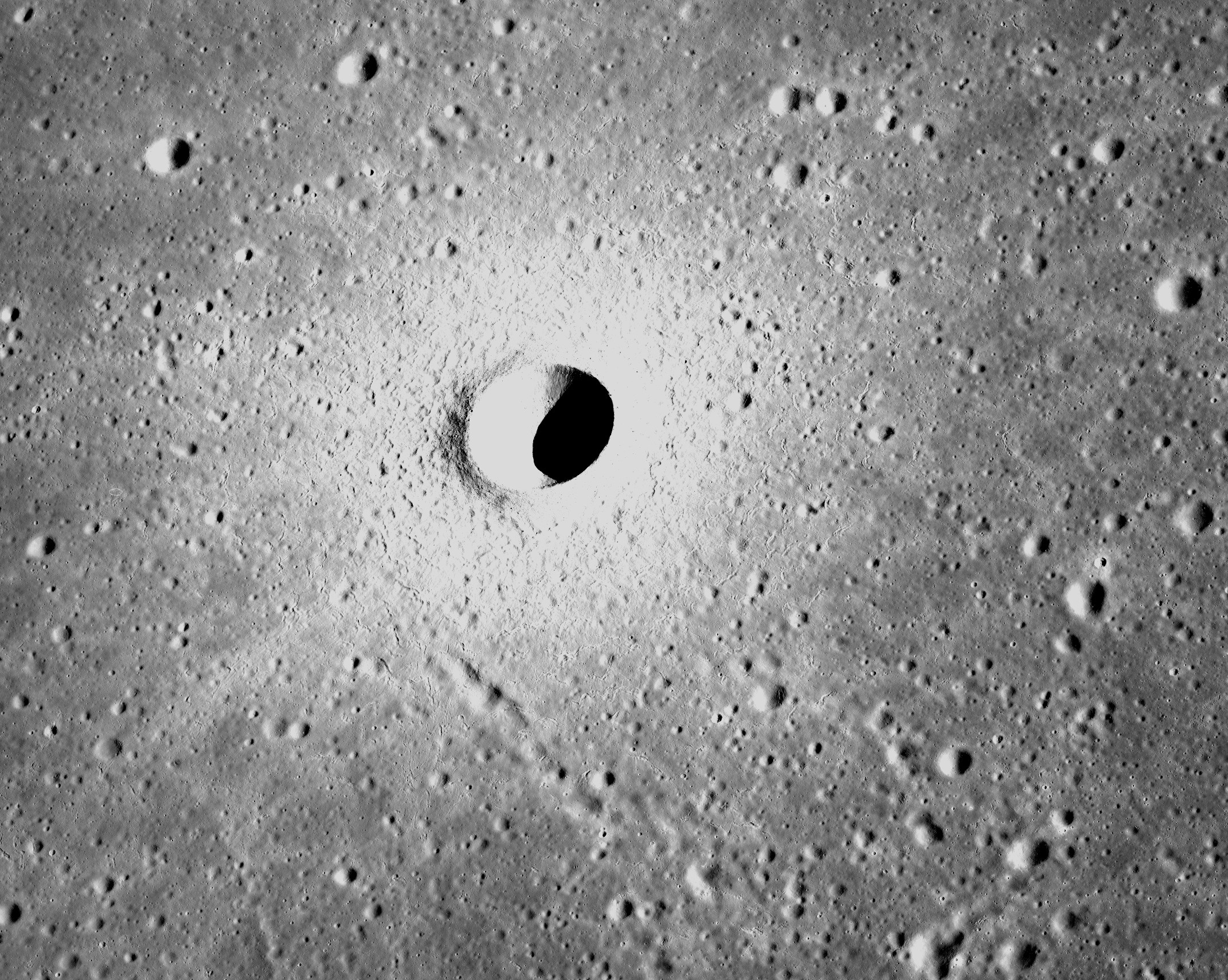
Linné (Aufnahme Apollo 15)

Linné ist ein Einschlagkrater auf dem Mond. Er ist nach dem schwedischen Naturforscher Carl von Linné benannt. Die Namensgebung stammt vom deutschen Astronomen Johann Heinrich von Mädler und wurde im Jahr 1935 von der Internationalen Astronomischen Union (IAU) offiziell festgelegt.

## Lage
Der Krater befindet sich in der westlichen Hälfte des Mare Serenitatis. Seine selenografischen Koordinaten sind 27° 42′ Nord und 11° 48′ Ost.

## Beschreibung
Linné hat einen Durchmesser von 2,4 Kilometern und ist 600 Meter tief. Der kleine Krater hat einen scharfen, kreisrunden Rand und ist von hellem Auswurfmaterial umgeben, dessen Kranz einen Durchmesser von bis zu 10 Kilometern hat. Bei steil einfallendem Sonnenlicht leuchtet er als heller weißer Fleck. Durch diese Helligkeit gleich den großen Strahlensystemen zählt er zu den jungen Strukturen.

## Beobachtungsgeschichte
In der Vergangenheit haben verschiedene Beobachter mehrere angebliche Veränderungen der Form und Größe des Kraters beschrieben. Daraus schlossen sie, dass es sich um den Krater eines aktiven Vulkans handelt.
Im 19. Jahrhundert wurde er unter anderem von Wilhelm Beer und Johann Heinrich von Mädler als kleiner, aber deutlicher und tiefer Krater beobachtet, der insofern mit dem Krater Bessel vergleichbar sei, dem größten Krater im Mare Serenitatis. Beer und Mädler fertigten bis 1837 mit Hilfe eines Fernrohres mit 9,5 cm Öffnungsweite eine über Jahrzehnte unübertroffen detailgetreue Mondkarte an. Sie beschrieben in ihrem im selben Jahr mit veröffentlichten Buch Der Mond diesen als eine tote, unveränderliche Welt. Johann Friedrich Julius Schmidt, der den Linné ebenfalls als tiefen Krater bezeichnet hatte, wurde im Jahr 1858 Direktor der Athener Sternwarte und benutzte das dortige Fernrohr mit 18 cm Öffnungsweite für seine Mondstudien, die bis 1878 auch in eine eigene und äußerst detailreiche Mondkarte mündeten. Im Jahr 1866 berichtete er, dass der Krater plötzlich verschwunden sei und an seiner Stelle stattdessen ein weißer Fleck wäre. Diese Meldung führte zu einem Wiederaufleben der Mondforschung.
Seit 1843 lagen keine Beobachtungsberichte über Linné mehr vor. Für diesen Zeitraum zwischen 1843 und 1866 wurde früher zumeist angenommen, dass ein Mondbeben den Krater vernichtet haben könnte. Die angeblichen Veränderungen wurden heftig diskutiert und manche Astronomen führten den Krater noch bis Mitte des 20. Jahrhunderts als Beispiel dafür an, dass die Mondoberfläche sich auch in Zeiträumen der menschlichen Beobachtung verändere. Ein langer Streit um die vermeintliche vulkanische Aktivität dauerte bis in das Jahr 1967, als es von dem Krater die ersten Fotos durch Mondsonden gab. Heute wird eher davon ausgegangen, dass es kein Verschwinden und keine sonstigen Veränderungen gegeben hat. Die Beobachtungsgeschichte von Krater Linné steht als ein klassisches Beispiel dafür, wie Detailbeobachtungen an der Auflösungsgrenze eines Fernrohres zu Irrtümern führen. Die Helligkeit des Hofes um Linné variiert je nach Lichteinfallswinkel im Verlauf der Mondphasen und der Libration.
Wegen der großen Auffälligkeit der hohen Albedo zählt Linné in seiner Region als Hauptkrater; die nach ihm benannten Nebenkrater sind aber alle größer als er.

## Nebenkrater
| Buchstabe | Position           | Durchmesser | Link |
| --------- | ------------------ | ----------- | ---- |
| A         | 28,99° N, 14,36° O | 4 km        |      |
| B         | 30,5° N, 14,16° O  | 5 km        |      |
| D         | 28,73° N, 17,1° O  | 4 km        |      |
| F         | 32,32° N, 13,93° O | 5 km        |      |
| G         | 35,88° N, 13,29° O | 4 km        |      |
| H         | 33,75° N, 13,76° O | 3 km        |      |

Der Krater Linné E wurde im Jahr 1973 von der IAU in „Banting“ umbenannt.